# Purified in Blood
Purified in Blood ist eine norwegische Vegan-Straight-Edge-Band aus Stavanger.
Die Gruppe wird dem Metalcore zugerechnet, wobei ihre Lieder deutliche Einflüsse des Thrash Metal und des Death Metal aufweisen.

## Geschichte
Nach mehreren Touren mit Purification, Maroon, Most Precious Blood und Destiny durch Skandinavien gewann Purified in Blood 2004 den norwegischen 'Zoom', ein Preis für die beste Musikband ohne Plattenvertrag. Im Februar sind sie als Headliner der damit verbundenen 'Zoom'-Tour im Heimatland unterwegs und spielen anschließend noch ein paar Gigs im Rest Europas.
Wenig später wurde mit Alveran Records ein Vertrag abgeschlossen und Ende April 2006 das Album Reaper of Souls veröffentlicht.
Die Band löste sich 2007 auf, verkündete aber bereits Ende April 2008 ihre Wiedervereinigung.
Die Gründe für die kurzzeitige Auflösung wurden offiziell nicht bekannt gegeben.

## Diskografie
- 2004: Last Leaves of a Poisoned Tree
- 2006: Reaper of Souls (Alveran Records)
- 2010: Under Black Skies (Spinefarm Records/Universal Music)